# III. třída okresu Žďár nad Sázavou 2003/2004
V soubojích fotbalové III. třídy okresu Žďár nad Sázavou 2003/2004, jedné ze skupin 9. nejvyšší fotbalové soutěže, se utkalo 14 týmů dvoukolovým systémem podzim – jaro. Tento ročník skončil v červnu 2004. Do II. třídy okresu Žďár nad Sázavou 2004/2005 postoupily první dva týmy FC Velké Meziříčí „B“ a TJ Nová Ves „B“, do IV. třídy okresu Žďár nad Sázavou 2004/2005 sestoupil poslední tým TJ Věchnov.

## Výsledná tabulka
| Poř. | Tým                               | Z  | V  | R | P  | VG  | OG | B  |
| ---- | --------------------------------- | -- | -- | - | -- | --- | -- | -- |
| 1.   | FC Velké Meziříčí „B“             | 26 | 24 | 0 | 2  | 102 | 28 | 72 |
| 2.   | TJ Nová Ves „B“                   | 26 | 14 | 6 | 6  | 52  | 37 | 48 |
| 3.   | SK Pernštejn Nedvědice            | 26 | 14 | 5 | 7  | 54  | 35 | 47 |
| 4.   | TJ Jiskra Bohdalec                | 26 | 14 | 2 | 10 | 46  | 36 | 44 |
| 5.   | TJ Rozsochy „B“                   | 26 | 11 | 5 | 10 | 47  | 57 | 38 |
| 6.   | TJ Strážek                        | 26 | 11 | 4 | 11 | 67  | 57 | 37 |
| 7.   | FC Spartak Velká Bíteš „B“        | 26 | 10 | 6 | 10 | 51  | 59 | 36 |
| 8.   | TJ Jiskra Měřín „B“               | 26 | 10 | 4 | 12 | 39  | 46 | 34 |
| 9.   | TJ Moravec                        | 26 | 9  | 6 | 11 | 50  | 56 | 33 |
| 10.  | Sokol Dolní Loučky                | 26 | 10 | 3 | 13 | 41  | 59 | 33 |
| 11.  | FC Santus Jívoví                  | 26 | 9  | 4 | 13 | 44  | 62 | 31 |
| 12.  | FC ŽĎAS Žďár nad Sázavou „C“      | 26 | 8  | 3 | 15 | 48  | 47 | 27 |
| 13.  | TJ Sokol Radostín nad Oslavou „B“ | 26 | 5  | 6 | 15 | 44  | 66 | 21 |
| 14.  | TJ Věchnov                        | 26 | 4  | 4 | 18 | 28  | 68 | 16 |

Poznámky:
- Z = Odehrané zápasy; V = Vítězství; R = Remízy; P = Prohry; VG = Vstřelené góly; OG = Obdržené góly; B = Body; (S) = Mužstvo sestoupivší z vyšší soutěže; (N) = Mužstvo postoupivší z nižší soutěže (nováček)

|  | Postup do II. třídy okresu Žďár nad Sázavou 2004/2005 |
|  | Sestup do IV. třídy okresu Žďár nad Sázavou 2004/2005 |